# Eschenau (Vellberg)
Eschenau ist ein Ortsteil der Stadt Vellberg im Landkreis Schwäbisch Hall in Baden-Württemberg.

## Geographie

### Lage
Eschenau liegt gut einen Kilometer ostsüdöstlich des Vellberger Zentrums an einer Ostschlinge des Tals der Bühler. Der Fluss fließt zuvor vom Taubenloch an der Einmündung des Vellberger Steinbachs an nordöstlich durch ein etwas über einen halben Kilometer langes, nur hundert Meter breites und von Felswänden begleitetes Engtal im Oberen Muschelkalk, in dem die frühere Sägemühle des Weilers liegt. Danach betritt er eine rechtsseitig deutlich weitere und flache Talmulde, die von zwei keine 300 m langen Hangbächen von Osten her ausgeräumt wurde. Der größte Teil des Ortes, darunter auch die erwähnte alte Sägemühle noch im Engtal, liegt rechts des Flusses, der an seiner Biegung von einer alten und schmalen Steinbogenbrücke der L 1064 Vellberg–Frankenhardt-Gründelhardt überspannt wird. Talabwärts nach der Flusswendung folgt am linken Ufer gut 100 m westlich der Brücke noch das untere frühere Mahlmühlenanwesen.
Eschenau wird nur von der L 1064 durchzogen und erschlossen, die im Dorfbereich in einer steilen und engen S-Kurve den kleinen Pass ins Lanzenbachtal hinüber erklimmt, das in einer Entfernung von etwa einem halben Kilometer südlich jenseits des Lützelbergs (395,4 m ü. NN) zur Bühler zieht. Über dem östlichen Talhang liegt eine um die 420 m hohe beackerte Ebene, der Südausläufer des bis 453,1 m ü. NN hohen Vellberger Schlegelsbergs knapp einen Kilometer nördlich des Weilers über einem bewaldeten Oberhang.
Die nächsten Ansiedlungen in der Umgebung sind
- das zentrale Vellberg des Städtchens (Festung) etwa einen – auf der über die Sandhalde laufenden Straße anderthalb – Kilometer im Nordwesten
- die Vellberger Neubausiedlung Dürrsching auf einem Südsporn über der nächsten Bühlerschlinge ca. 700 Meter westnordwestlich, erreichbar nur über eine dem allgemeinen Verkehr verschlossene Steige
- der Vellberger Weiler Schneckenweiler im Lanzenbachtal weniger als anderthalb Kilometer ostnordöstlich
- der Vellberger Weiler Merkelbach weniger als anderthalb Kilometer östlich an der von der L 1046 nach Untersontheim (zu Obersontheim) im Süden abzweigenden K 2619, ebenfalls im Lanzenbachtal
- der Vellberger Teilort Talheim etwa anderthalb Kilometer nordnordwestlich jenseits des hohen Schlegelsbergs im Aalenbachtal; ohne direkte Straßenverbindung
- der Obersontheim Weiler Ummenhofen etwa anderthalb Kilometer im Südwesten jenseits der Bühler, ebenfalls ohne direkte Straßenverbindung

## Geschichte
Die Siedlung wurde erstmals 1342 urkundlich erwähnt, anlässlich einer Stiftung des Konrad von Vellberg an die Stöckenburg. 1383 taucht die Mahlmühle urkundlich auf. In der Folge erwarben die Herren von Vellberg viel Grundbesitz in Eschenau, das mit Vellberg selbst 1595 an Schwäbisch Hall ging; es war bis 1803 selbständige Gemeinde im hällischen Amt Vellberg. Danach gehörte es bis 1875 mit Merkelbach und Schneckenweiler zu Untersontheim, daraufhin wieder zu Vellberg. Bau der zweiten Mahl- und Sägemühle 1798, der heute noch stehenden Steinbogenbrücke 1817 und 1840. Seit 1912 Stromanschluss, Kanalisation mit Kläranlagenanschluss erst 1995. In der früheren Sägemühle läuft heute eine Turbine zur Stromerzeugung.
Eschenau hat sich kaum über den alten Siedlungskern hinausentwickelt; wenige Neubauten stehen flussabwärts der Brücke in der vergleichsweise weiten rechten Talaue der Bühler. Die Einwohnerzahl hat in den letzten 150 Jahren von etwa 120 auf 102 abgenommen.

## Geologie und Steinbrüche
Etwa einen halben Kilometer südlich des Ortes jenseits des Lützelberges liegt beidseits des unteren Lanzenbachs ein großer Steinbruch im Oberen Muschelkalk, der nordöstlich bis an die sogenannte Vellberger Verwerfung grenzt, deren nordöstliche Tiefscholle Gipskeuper (Grabfeld-Formation) gegen Oberen Muschelkalk stellt. Die Verwerfung ist im Steinbruch aufgeschlossen. Der dem Muschelkalk unmittelbar aufliegende Unterkeuper ist reich an Fossilien.
Westlich des Dorfs an der Straßensteige der L 1064 in Richtung Vellberg liegt am linken Hang ein kleinerer aufgelassener Steinbruch ebenfalls im Oberen Muschelkalk. Am östlichen Hang befinden sich in etwa gleicher Höhe Reste eines alten Gipsabbaus im Gipskeuper. Am Böschungseinschnitt der nahe passierenden älteren Dorfsteige findet man frische und ausgewaschene Gipsbrocken.

## Natur
Im stillen Engtal der Bühler zwischen dem Taubenloch und der Sägemühle sind in der Wiesenaue sommers Ringelnattern anzutreffen. Ein Wanderweg führt hier aus dem oberen Bühlertal kommend auf einem alten betonierten Steg über den Fluss und durch Eschenau und Vellberg weiter ins untere Tal. Weniger als einen halben Kilometer unterhalb des Weilers wendet sich der Fluss zurück nach Südwesten und betritt dabei ein wiederum enges und von dieser Seite auch schlecht zugängliches Engtal (beiderseits steile Prallhänge, alter Mühlkanal am einen Hangfuß), das hoch seitlich hinauf mit Wald bestanden ist.
Die Bühleraue und die Hänge bis hinauf zur oberen Kante sind, ausgenommen im unmittelbaren Ortsbereich und bei den Mühlen, Teil des Naturschutzgebietes Unteres Bühlertal. Es ist hier zugleich Teil des FFH-Gebietes Bühlertal Vellberg–Geislingen, zu dem auch die oberen Hänge zum Schlegelsberg und seinem Südausläufer zählen ebenso wie große Hangflächen jenseits im Lanzenbachtal. Der alte Muschelkalksteinbruch neben der Straße nach Vellberg ist flächenhaftes Naturdenkmal, wie auch viele Feldhecken nahe am Ort steht er zudem unter Biotopschutz. Geschützte Biotope sind auch die hier fast überall naturbelassenen Flussabschnitte der Bühler.